# Pynthanosis fasciataria
Pynthanosis fasciataria là một loài bướm đêm trong họ Geometridae.